# Nhạc trẻ
Nhạc trẻ (đôi khi còn được gọi là nhạc xanh) là hiện tượng âm nhạc xuất hiện ở miền Nam vào đầu thập niên 1960, ảnh hưởng bởi âm nhạc đương đại của châu Âu, Mỹ và Nhật Bản. Các bài hát nhạc trẻ có giai điệu trẻ trung, giao thoa với âm nhạc đương đại thế giới, thường chơi với nhạc cụ điện tử. Ở phương Tây thì chỉ có phân chia nhạc cổ điển - nhạc nhẹ - nhạc dân gian, chứ không có khái niệm nhạc trẻ. Nhưng ở Việt Nam thì riêng thanh nhạc, lại hay phân chia nhạc phong cách thính phòng (tức ca khúc thính phòng, không nhầm lẫn nhạc thính phòng với nghĩa là một nhánh nhạc cổ điển), phong cách nhạc nhẹ (bao gồm cả nhạc trẻ, một phần lớn nhạc trữ tình) và phong cách dân gian. Các bài hát nhạc trẻ thời mới du nhập đó thường là giai điệu đơn giản, dễ nhớ, điệu Chachacha, Disco, Twist, thậm chí Fox, Tango (các nhạc sĩ nhạc nhẹ trong nước thập niên 1980 cũng hay sử dụng các điệu này), có thể chất rock  hay pop ballad, jazz..., thiên về sự cân đối nhịp nhàng, rất khác với nhạc trẻ hiện đại đa số là Pop và Rock có sự phá cách, các thể loại khác như nhạc dance hay hiphop... Nhạc trẻ thường coi trọng về giai điệu hơn là ca từ (thiên sự bình dân), có tính giải trí cao, thường có sự đổi mới, phá cách, không dập khuôn các khuôn mẫu sẵn có chặt chẽ cầu kỳ như nhạc cổ điển,...

## Khái niệm và ý nghĩa
Khái niệm "nhạc trẻ" xuất hiện đầu tiên trong cuốn tiểu thuyết Tuổi Choai Choai của nhà báo Trường Kỳ và trở nên thông dụng sau cuốn phim Thế giới Nhạc Trẻ sản xuất bởi Jo Marcel, tuy nhiên chính tác giả cũng không giải thích rõ ý nghĩa rõ ràng khái niệm này. Danh từ "nhạc trẻ" có thể hiểu theo 3 cách:
- Thứ âm nhạc non trẻ, mới ra đời (tác giả Nguyễn Thủy trên tạp chí Âm nhạc và Thời đại).
- Thứ âm nhạc do những người trẻ tự sáng tác và biểu diễn (ý kiến Nhạc sĩ Thế Bảo).
- Thứ âm nhạc dành cho giới trẻ, mang phong cách pop/rock trẻ trung, sôi nổi.

Cả ba ý nghĩa này đều có thể áp dụng cho nhạc trẻ tuy nhiên lại không được chính xác. Trước khi nhạc trẻ ra đời thì đã có tên gọi dành cho thể loại âm nhạc mới du nhập từ phương Tây như twist hay rock'n roll với phong cách giật gân, sôi động là "nhạc kích động". Theo nhà báo Trường Kỳ, ông đưa ra khái niệm này để dành cho tất cả thứ âm nhạc "trẻ" cả về âm nhạc lẫn công chúng và nghệ sĩ biểu diễn, sáng tác, thứ âm nhạc trẻ trung, tươi mới, tự do. Thực tế, nhạc trẻ bao gồm âm nhạc từ loại pop/rock nhẹ nhàng của Bread và The Carpenters, cho đến những bài hát yéyé của Pháp, và rock nặng (heavy rock) của Mĩ. Nhạc trẻ cũng để phân biệt với Nhạc vàng, nhạc tiền chiến, nhạc tình, nhạc đỏ ...
Năm 1971, đêm đại hội nhạc trẻ lớn chính thức được diễn ra tại sân vận động Hoa Lư, với gần 20 ban nhạc quốc tế của Mỹ, Phillippines và Việt Nam, với sự chủ tọa của bà đệ nhất phu nhân Nguyễn Văn Thiệu và sự hợp tác của nhạc sĩ Phạm Duy. Một năm sau, một đại nhạc hội nhạc trẻ khác được tổ chức tại Thảo Cầm Viên với sự ủng hộ của rất đông khán giả.
Năm 1973 là năm nở rộ của phong trào nhạc trẻ. Bắt đầu bằng việc xuất hiện những ca khúc nhạc ngoại lời Việt của Phạm Duy cùng các nhạc sĩ Jo Marcel, Trường Kỳ, Nam Lộc, Kỳ Phát, Vũ Xuân Hồng. Tiếp theo đó là sự ra đời của những ca khúc nhạc trẻ tiếng Việt của Tùng Giang, Lê Hựu Hà, Nguyễn Trung Cang, Phạm Duy, Ngọc Chánh. Cũng trong năm này, Phạm Duy, Ngọc Chánh và Thanh Lan đi dự Đại hội âm nhạc quốc tế tại Tokyo, tại đây bản nhạc trẻ Tuổi biết buồn của Phạm Duy được lọt vào chung kết.
Thuộc thế hệ nhạc sĩ đi trước từ rất lâu, nhưng Phạm Duy vẫn được coi là người đứng đầu của phong trào nhạc trẻ với sự ủng hộ, nâng đỡ cũng như những đóng góp lớn, đáng kể như việc ông tham gia Việt hóa những ca khúc trẻ ngoại quốc, trong đó số lượng những ca khúc nhạc ngoại lời Việt của Phạm Duy được cho là nhiều và thành công nhất thời này.
Sau 1975 khi Việt Nam thống nhất, dưới tác động của xã hội và công chúng, thì cái tên "nhạc trẻ" không còn được sử dụng nữa. Những nhạc sĩ nhạc trẻ như Nguyễn Trung Cang, Lê Hựu Hà, Quốc Dũng... và những nhạc sĩ khác như Nguyễn Ngọc Thiện, Từ Huy, Nguyễn Văn Hiên, Vy Nhật Tảo... với những sáng tác trẻ trung đã gia nhập phong trào Ca khúc chính trị và nhạc trẻ cũng phát triển dưới tên gọi "Ca khúc chính trị". Thời gian này nhạc trẻ bị cấm, Nhà nước cho nó là sản phẩm văn hóa thực dân mới, hướng người nghe đến cuộc sống hưởng thụ cá nhân không có lợi cho xây dựng xã hội chủ nghĩa, tuy nhiên xét về giai điệu vẫn có một số ca khúc có tính trẻ trung sôi nổi. Đến những năm 1985-1986, thì "nhạc trẻ" lại dần thay thế bằng khái niệm "nhạc nhẹ". Khái niệm này được sử dụng nhiều trong các báo chí, phương tiện đại chúng và cả trong các cuộc thi, liên hoan... và xuất hiện những danh từ như ca sĩ nhạc nhẹ, phong cách nhạc nhẹ, ban nhạc nhẹ. Danh từ "nhạc nhẹ", xuất hiện sau năm 1975, được dùng thay cho "nhạc hoà tấu" (ở tiếng Anh, light music được dùng để chỉ light orchestral music tức là hoà tấu nhẹ). Sau này nó dành để thay thế cho nhạc pop/rock, nhạc phổ thông dành cho đa số công chúng và cũng dần đồng hoá với nhạc trẻ.
Sau thập niên 2000, xuất hiện những khái niệm mới như âm nhạc đương đại, nhạc thị trường, dân gian đương đại... Lúc này, nhạc trẻ (nhạc nhẹ) đã trở thành một khái niệm lớn, dành để chỉ âm nhạc quần chúng và là một trong 3 mảng lớn của thanh nhạc Việt Nam hiện nay (ca khúc thính phòng, nhạc mang âm hưởng dân gian, nhạc nhẹ). Âm nhạc hội nhập nhiều hơn với thế giới, ngoài Pop Ballad, Rock mang tính đại chúng, có cả nhạc Jazz/Blues,...Đôi khi (trong dân chúng, không phải giới chuyên môn) nhạc trẻ dùng để phân biệt với nhạc nhẹ với giai điệu ít sôi động hơn (còn gọi nhạc xanh) xuất hiện từ các thập niên trước.

## Trước năm 1975
Những nhạc sĩ tiên phong:
- Lê Hựu Hà
- Nguyễn Trung Cang
- Phạm Duy
- Nam Lộc
- Trường Kỳ
- Tùng Giang
- Jo Marcel
- Ngọc Chánh

## Sau 1975

### Thập niên 1990
Thập niên 1990, sau thời kỳ đổi mới, sự quản lý âm nhạc cũng được nới lỏng hơn, cùng với chương trình Làn sóng xanh, nhạc trữ tình và nhạc trẻ lại phổ biến tại Việt Nam tại Làn sóng xanh.
Những ca sĩ biểu tượng:
- Lam Trường
- Phương Thanh
- Thanh Lam
- Hồng Nhung
- Mỹ Linh
- Trần Thu Hà
- Bằng Kiều
- Quang Linh
- Đan Trường

Các nhạc sĩ đại diện: 
- Hồ Hoài Anh
- Đức Huy
- Bảo Chấn
- Dương Thụ
- Nguyễn Ngọc Thiện

Một số nhạc sĩ thuộc thế hệ thứ hai:
- Kim Tuấn
- Việt Anh
- Huỳnh Nhật Tân
- Lê Quang
- Hoài An
- Võ Thiện Thanh

### Thế kỷ 21
Cùng với sự lớn mạnh của những người nghe nhạc tuổi thiếu niên, nhạc trẻ ngày nay bao gồm nhiều thể loại mới, cho cả các cấp tuổi trẻ hơn và các ca khúc hài hước. Sự phổ cập Internet cũng xuất hiện một hình thức lưu truyền ca khúc và video qua mạng lưới Internet, qua các trang YouTube, Zing music, như các ca khúc: Bonjour Vietnam, Hòn đá cô đơn, Em của ngày hôm qua, Chắc ai đó sẽ về, Bống bống bang bang,...
Tuy nhiên các bài nhạc hiện đại ngày nay đôi khi được xem là một dòng nhạc mới là nhạc đương đại chứ không còn thuộc dòng nhạc trẻ.
Bên cạnh những ca sĩ nổi bật của thập niên 1990 là sự xuất hiện của nhiều ca sĩ:
- Mỹ Tâm
- Hồ Ngọc Hà
- Lệ Quyên
- Tuấn Hưng
- Đàm Vĩnh Hưng
- Hoàng Thùy Linh
- Bảo Thy
- Thùy Chi
- Đông Nhi
- Thủy Tiên
- Noo Phước Thịnh
- Tóc Tiên
- Bích Phương
- Hương Tràm
- Sơn Tùng M-TP
- Bùi Anh Tuấn

Một số nhạc sĩ trẻ nổi bật:
- Dương Cầm
- Đỗ Hiếu
- Mew Amazing
- Only C
- Châu Đăng Khoa
- Vũ Cát Tường
- Khắc Hưng
- Phùng Khánh Linh
- Hoàng Tôn
- Chi Dân

## Một số ca khúc
- Bống bống bang bang
- Bùa yêu
- Buông đôi tay nhau ra
- Để Mị nói cho mà nghe
- Chắc ai đó sẽ về
- Duyên mình lỡ
- Em của ngày hôm qua
- Em gái mưa
- Nơi này có anh
- Cho Nhau Lối Đi Riêng
- Ông bà anh
- Phía sau một cô gái
- Vợ người ta